# Structuring
Structuring – jedna z technik fazy umiejscowienia zagadnienia prania brudnych pieniędzy, polega na dokonywaniu wielu małych wpłat środków pieniężnych. Wpłaty takie dokonywane są z reguły na jeden bądź wiele rachunków, po czym na końcu prane pieniądze i tak wędrują na wspólny rachunek. Często zakładane są rachunki na fikcyjne osoby, firmy, przy użyciu fałszywych dokumentów.